# Genoveva Gálvez
Genoveva Gálvez Ortuño (Oriola, 1929 - Madrid, 2021) va ser una clavecinista valenciana, responsable de l'impuls del clave com a instrument musical a Espanya en la segona meitat del segle xx. Va interpretar sonates de Domenico Scarlatti, Antonio de Cabezón, Sebastián d'Albero, Antonio Soler i Mateo Albéniz.

## Inicis
Va estudiar al Conservatori Superior de Madrid, on va ser alumna de José Cubiles, i va obtenir en graduar-se el primer premi en piano.
Poc després, va obtenir la seva llicenciatura en Filologia Romànica en la Universitat Complutense de Madrid. Més tard, va començar a cantar com a soprano en el cor d'aquesta facultat. En una gira per Múnic, acompanyant al seu cor, va conèixer a José Luis de Delás, qui la va animar a iniciar nous estudis per a perfeccionar les seves interpretacions.
En 1953 va tornar a Múnic, on va cursar estudis musicològics, i es va especialitzar en música ibèrica. Alguns dels seus professors van ser Rafael Puyana o Clemente Terni.
Va conèixer a Luis Felipe Vivanco, de la generació del 27, i a Li Stadelmann, clavecinista alemanya. Poc després va tornar a Espanya.

## Retorn a Espanya i inicis de la seva carrera clavecinística
En 1959 va tornar a Espanya i, a petició de Rafael Borrás Prim, va començar a impartir cursos de clave i música de cambra a Santiago de Compostel·la. L'èxit que va obtenir en aquelles classes va propiciar que, en retirar-se el titular d'aquesta matèria, Franz Peter Goebbels, fos admesa ella en el claustre d'acadèmics en els Cursos Internacionals de Música en Compostela. En aquest comitè, es trobaven reunides grans figures del panorama musical espanyol de l'època, com ara Alicia de Larrocha, Victoria dels Àngels, Andrés Segovia i Conxita Badia.
En 1972, va tornar a la seva ànima máter per a fer classes de clau, especialitat que havia cursat durant diversos anys. En el Real Conservatori va promoure també cursos d'especialització per a estrangers. La seva fama havia crescut per a llavors, i algunes universitats americanes la van cridar com a docent convidada. També va ser convocada per a igual propòsit per la Schola Cantorum Basiliensis.

## Trajectòria com clavecinista
Genoveva Gálvez va ser considerada com la responsable del ressorgiment de l'estudi del clave a Espanya. La seva àmplia carrera fonogràfica va incloure més d'una dotzena de discos, en els quals ha interpretat a diversos i variats autors com ara Johann Sebastian Bach i Domenico Scarlatti.

## Obres publicades
- El arte de tocar el clavecín, traducció a l'espanyol de l'obra original de François Couperin.
- 30 Sonatas para Clavicordio, interpretació de Sebastián de Albero,
- Trattenimenti Armonici da Camera (Bologna, 1695), de Francisco José de Castro
- Il Burbero di buon cuore de Vicente Martín i Soler, basada en una obra original de Carlo Goldoni. Llibret de Lorenzo da Ponte
- Incógnitas Scarlattianas
- Aspectos ornamentales en la música española para tecla del s. XVIII